# Valentin Lavillenie
Valentin Lavillenie (valɑ̃tɛ̃ la.vi.lə.ni oder valɑ̃tɛ̃ la.vil.ni; * 16. Juli 1991 in Barbezieux-Saint-Hilaire) ist ein französischer Stabhochspringer. Sein älterer Bruder ist der Olympiasieger und ehemalige Weltrekordhalter Renaud Lavillenie.

## Sportliche Laufbahn
Erste internationale Erfahrungen sammelte Valentin Lavillenie im Jahr 2013, als er bei den Mittelmeerspielen in Mersin mit übersprungenen 5,20 m den fünften Platz belegte. Anschließend gewann er bei den U23-Europameisterschaften in Tampere mit einer Höhe von 5,50 m die Bronzemedaille hinter dem Russen Anton Iwakin und Robert Sobera aus Polen. Im selben Jahr nahm er an den Weltmeisterschaften in Moskau teil, blieb allerdings im Finale als einziger der 13 qualifizierten Athleten ohne gültigen Versuch. Bei den Jeux de la Francophonie in Nizza gewann er mit 5,50 m die Goldmedaille. 2015 belegte er bei den Halleneuropameisterschaften in Prag mit einer Höhe von 5,65 m den sechsten Platz und 2017 schied er bei den Weltmeisterschaften in London mit 5,60 m in der Qualifikation aus. 2019 gelangte er bei den Weltmeisterschaften in Doha bis ins Finale und erreichte dort mit übersprungenen 5,70 m Rang sechs. 2021 gewann er dann bei den Halleneuropameisterschaften in Toruń durch Egalisierung seiner Hallenbestleistung von 5,80 m die Silbermedaille hinter dem Schweden Armand Duplantis. Ende Juli startete er bei den Olympischen Spielen in Tokio und verpasste dort mit 5,65 m den Finaleinzug.
2022 belegte er bei den Hallenweltmeisterschaften in Belgrad mit 5,85 m den vierten Platz und im Juli schied er bei den Freiluftweltmeisterschaften in Eugene ohne einen gültigen Versuch in der Qualifikationsrunde aus. Auch bei den Europameisterschaften in München im August verpasste er ohne eine gültige Höhe den Finaleinzug. Im Jahr darauf schied er bei den Halleneuropameisterschaften in Istanbul mit 5,40 m in der Qualifikationsrunde aus.
2021 wurde Lavillenie französischer Hallenmeister im Stabhochsprung.

## Persönliche Bestleistungen
- Stabhochsprung: 5,82 m, 12. Juli 2019 in Monaco
  - Stabhochsprung (Halle): 5,85 m, 20. März 2022 in Belgrad